# Escut i bandera d'Espadella
L'escut i la bandera d'Espadella són els símbols representatius d'Espadella, municipi del País Valencià, a la comarca de l'Alt Millars.

## Escut heràldic
L'escut oficial d'Espadella té el següent blasonament:
| « | Escut quadrilong de punta redona. De gules, una espasa d'argent amb l'empunyadura d'or, posada en banda. Al timbre, corona reial oberta. | » |

## Bandera
La bandera oficial d'Espadella té la següent descripció:
| « | Bandera de proporcions 2:3. De roig, tres espases del seu color, creuades al centre. | » |

## Història
L'escut s'aprovà per Resolució de 19 de desembre de 2001, del conseller de Justícia i Administracions Públiques, publicada en el DOGV núm. 4.182, de 4 de febrer de 2002.
L'espasa és un senyal parlant al·lusiu al nom del poble.
La bandera s'aprovà per Resolució de 22 d'abril de 2005, del conseller de Justícia i Administracions Públiques, publicada en el DOGV núm. 5.007, de 17 de maig de 2005